# East Luther Grand Valley (Ontario)
East Luther Grand Valley to gmina (ang. township) w Kanadzie, w prowincji Ontario, w hrabstwie Dufferin.
Powierzchnia East Luther Grand Valley to 158,2 km². Według danych spisu powszechnego z roku 2001 East Luther Grand Valley liczy 2842 mieszkańców (17,96 os./km²).